# Peter Castle
Peter Castle (Southampton, Inglaterra, 12 de marzo de 1987) es un futbolista británico que juega como defensa en el Sholing de la Southern League Division One South & West. En 2003, se convirtió en el jugador más joven de la historia del Reading, con 16 años y 49 días. 

## Trayectoria
Castle comenzó su carrera en el AFC Bournemouth a los nueve años, antes de fichar por el Reading en 2001, donde entró en el equipo reserva a los 15 años. Debutó en el Reading como suplente en el minuto 79 contra el Watford el 30 de abril de 2003, junto con Darren Campbell, también graduado en la academia. Con sólo 16 años y 49 días se convirtió en el jugador más joven de la historia del club, un récord que aún ostenta. A pesar de debutar tan joven, no pudo consolidarse en el Reading, y el partido contra el Watford resultó ser su primera y última aparición con el club.
En septiembre de 2005 se marchó cedido por un mes al St. Albans City, donde disputó seis partidos antes de regresar al Reading el 11 de octubre. Poco después, Castle volvió a ser cedido, esta vez al Rushden & Diamonds en enero, cedido para el resto de la temporada. Debutó contra el Wrexham como titular en la derrota por 2-0 en casa y, dado que su contrato con el Reading expiraba al final de la temporada, el último día del periodo de traspasos Castle firmó un contrato a corto plazo con el Rushden hasta el final de la temporada. El 24 de abril jugó un partido más de la Copa Maunsell contra el Peterborough United, antes de que el club le dejara libre al final de la temporada 2005-06.
Tras su puesta en libertad, Castle se pasó al fútbol amateur, en donde jugó en equipos como el Eastleigh o el A.F.C. Totton. Fue incorporado al Sholing en septiembre de 2012, club en donde se mantiene jugando.

## Selección nacional
A nivel internacional, Castle ha representado a la selección inglesa sub-16 y a la irlandesa sub-18.